# François Roth
Pour les articles homonymes, voir Roth.
François Roth, né le 16 février 1936 à Gien (Loiret) et mort le 5 mai 2016 à Vandœuvre-lès-Nancy (Meurthe-et-Moselle), est un historien français. Professeur d'histoire contemporaine à l'université de Nancy, il est spécialiste de l'histoire contemporaine en Lorraine et a notamment dirigé la revue Annales de l'Est.

## Biographie
François Roth est né à Gien d'une mère berrichonne et d'un père originaire du nord de la Moselle. Ayant étudié à Orléans et en Sorbonne, agrégé en 1959, il a enseigné d'abord au lycée Fabert de Metz. Après son service militaire en Algérie, il a rejoint l'université de Nancy. 
Ayant soutenu en 1973 une thèse de doctorat intitulée Présidence de Lorraine dans l'Empire allemand, 1870-1918, sous la direction de Pierre Barral, il a consacré ses recherches à la période 1870-1918, correspondant à l'annexion de la Lorraine mosellane par l'Allemagne. François Roth a ainsi comblé une lacune historiographique, le passé de la Lorraine annexée ayant été peu étudié. Au cours de sa carrière, il a publié de nombreux articles dans son domaine de recherches, mais aussi des ouvrages plus généraux sur l'histoire de la Lorraine aux XIXe et XXe siècles. 
François Roth s'est aussi intéressé à l'histoire politique, sociale et militaire de la France et de l'Allemagne à l'époque contemporaine. Il a publié des articles sur l'histoire de la construction européenne, notamment à travers la figure emblématique de Robert Schuman. Ce n'était pas sa première incursion dans le domaine de la biographie historique puisqu'on lui doit une biographie d'un autre Lorrain, Raymond Poincaré. François Roth est l'auteur d'un ouvrage de référence sur l'histoire de la guerre de 1870. Il intervenait souvent dans les médias locaux comme politologue, connaissant bien la carte électorale de sa région.
Renversé par une voiture le 30 avril 2016, il meurt des suites de ses blessures le 5 mai 2016 à Vandœuvre-lès-Nancy,. Père de quatre enfants, ses obsèques ont été célébrées le 12 mai 2016.

## Distinctions
- 2001 : prix Marcel Flach de l'Académie des sciences morales et politiques[7]

## Publications et travaux universitaires

### Ouvrages
- 1976 La Lorraine annexée, étude sur la Présidence de Lorraine dans l'Empire allemand, 1870-1918, Service de reproduction des thèses de l'Université, Université de Nancy II, Nancy 1976.
- 1981 Les Lorrains entre la France et l'Allemagne : itinéraires d'annexés, Presses universitaires de Nancy, 1981.
- 1983 Le temps des journaux : presse et cultures nationales en Lorraine mosellane 1860-1940, Presses universitaires de Nancy, 1983.
- 1984 La Lorraine dans la guerre de 1870, Presses universitaires de Nancy, 1984.
- 1985 La vie politique en Lorraine au 20e siècle, Presses universitaires de Nancy, 1985.
- 1990 La guerre de 1870, Fayard, 1990.
- 1992 L'époque contemporaine. Tome 1, De la Révolution à la Grande Guerre, Presses universitaires de Nancy, 1992.
- 1995 Histoire de Thionville, Metz, Serpenoise, 1995.
- 2000 Raymond Poincaré, un homme d'État républicain, Fayard, 2000.
- 2002 L'Allemagne de 1815 à 1918, Armand Colin, 2002.
- 2002 Petite histoire de l'Allemagne au 20e siècle, Armand Colin, 2002.
- 2005 L'invention de l'Europe : de l'Europe de Jean Monnet à l'Union européenne, Armand Colin, 2005.
- 2008 Robert Schuman : du Lorrain des frontières au père de l'Europe, Fayard, 2008[8],[9]
- 2006 Histoire de la Lorraine et des Lorrains, Metz, Serpenoise, 2006.
- 2007 La Lorraine annexée. 1871-1918, Metz, Serpenoise, 2007. [Réédition, actualisée, de la thèse de l'auteur publiée en 1976.]
- 2010 Alsace-Lorraine : histoire d'un "pays perdu", de 1870 à nos jours, Nancy, Éditions de la Place Stanislas 2010.
- 2011 La Lorraine annexée. 1871-1918, Metz, Serpenoise, 2007. [Réédition de l'ouvrage de 2007. Avec une bibliographie augmentée.]
- 2012 Histoire politique de la Lorraine de 1900 à nos jours, Metz, Serpenoise.
- 2013 Le dernier siège de Metz, Metz, Serpenoise.
- 2014 Six mois qui incendièrent le monde, juillet-décembre 1914, Paris, Tallandier.

### Articles scientifiques
.
- 2006 « le positionnement politique de Robert Schumann, 1919-1962 », Robert Schumann, homme d’État, citoyen du Ciel, sous la dir. de Raphaël Clément et Édouard Husson, Paris, F.X. de Guibert, 2006 (p. 59-72).
- 2006 « Louis Marin, un homme politique lorrain de la Troisième République », Bruyères entre montagne et plateau lorrain, sous la dir. de Jean-Paul Rothiot, Épinal, 2006 (p. 369-386).
- 2007 « Lunéville, ville industrielle, 1750-1914 », Lunéville : de la résidence princière à la cité cavalière, Saumur, 2007 (p. 45-55).
- 2007 « Les relations entre l’Alsace et la Lorraine et leur héritage », Lorraine et Alsace, 1000 ans d’Histoire, sous la dir. de F. Roth, 2007 (p.175-188).
- 2007 « Allemagne et allemands vus de France, 1860-1914 », actes du XXXIe colloque Edmond Michelet, Brive, 2007 (p. 25-41).
- 2007 « la frontière du Nord-Est, 1766-1815 », Frontières et espaces frontaliers du Léman à la Meuse, sous la dir. de Claude Mazauric et J.P. Rothiot, Nancy, PUN, 2007 (p. 45-55).
- 2007 « L'histoire régionale de la Lorraine depuis un demi-siècle », Revue d’Alsace, 2007 (p. 135-148).
- 2007 « La presse du département de la Moselle/Lorraine, 1800-1918 », Annales de l'Est, 2007 (p. 25-31).
- 2008 « Héros lorrains, héros français ? Réflexions sur la vie et la mort des héros, XIXe – XXe siècles », Annales de l’Est, 1, 2008 (p. 1-10.)
- 2008 « Napoléon III et la déclaration de la guerre franco-allemande de 1870 », Napoléon III, l'homme, le politique, Paris, 2008 (p. 425-440).
- 2008 « Les réfugiés et évacués de l'espace lorrain durant la Première Guerre Mondiale », Les réfugiés en Europe du XVIe au XXe siècle, Paris, 2008 (p. 167-184).
- 2008 « Saint-Vallier, un diplomate français devant les mutations du monde germanique », Aux vents de la puissance, édition par J.-M. Delaunay, Paris, Presses de la Sorbonne Nouvelle, 2008 (p. 7-8).
- 2009 « Les catholiques de la Lorraine annexée : un regard extérieur sur le processus de séparation des églises et de l'État », Lumières, Religions et Laïcité, sous la dir. de Louis Châtellier, Claude Langlois et Jean-Paul Willaime, Paris, Rive Neuve éditions, 2009 (p. 227-238).
- 2009 « Louis Marin, le général de Gaulle et le gaullisme partisan », Gaullisme et Gaullistes dans la France de l'Est sous la IVe République, sous la dir. de François Audigier, Rennes, PUR, 2009 (p. 303-314).
- 2010 « Raymond Poincaré et les frontières de l'Est », Les bastions de l'Est, sous la dir. d'Alain Larcan et Frédéric Schwindt, Nancy, Gérard Louis, 2010, (p. 70-82).

### Ouvrages collectifs
- 1998 Le quotidien dévoilé : L'Est républicain, 1889-1989, Jarville-La Malgrange, Ed. de l'Est, 1990.
- 1998 Les modérés dans la vie politique française, 1870-1965, Presses universitaires de France, (actes de colloque) 1998.
- 2001 Lorraine, terre d'accueil et de brassage des populations, Presses universitaires de France, (actes de colloque) 2001.
- 2003 : Mémoire et lieux de mémoire en Lorraine, éditions Pierron, 2003
- 2007 Lorraine et Alsace, 1000 ans d'histoire, Nancy, n° spécial des Annales de l’Est, 2007.
- 2007 Nancy : 1000 ans d'histoire. Du bourg castral à la communauté urbaine, Nancy, éditions Place Stanislas, 2007.
- 2008 Lorraine, Grand-Duché de Luxembourg et Pays wallons, Nancy, n° spécial des Annales de l'Est, 2008.
- 2009 La Lorraine et la Champagne du Moyen Âge à nos jours, Nancy, n° spécial des Annales de l'Est, 2009.
- 2009 Aux vents des puissances, Presses Sorbonne nouvelle, 2009.
- 2012 Metz en héritage, 1871-1918, Gérard Klopp, 2012.